# Luna nueva (novela)
Luna nueva (New Moon) es una novela de fantasía y romance para jóvenes creada por Stephenie Meyer y publicada en 2006; es la segunda parte de una serie de cinco libros, de la que, además, están publicados Crepúsculo, Eclipse, Amanecer y La segunda vida de Bree Tanner.
Es narrada en primera persona por Bella Swan, y trata de la depresión de esta y el desarrollo de su amistad con Jacob Black, originado todo por la partida de Edward para protegerla tras un accidente con Jasper y Bella en su cumpleaños, en donde la vida de esta estuvo en peligro.

## Lista de capítulos
- 1. Prefacio
- 2. La fiesta
- 3. Los puntos
- 4. El final
- 5. El despertar
- 6. El engaño
- 7. Amigos
- 8. Repetición
- 9. Adrenalina
- 10. Tres son multitud
- 11. El prado
- 12. La secta
- 13. Intruso
- 14. Asesino
- 15. La familia
- 16. Bajo presión
- 17. París
- 18. La visita
- 19. El funeral
- 20. La carrera
- 21. Volterra
- 22. El veredicto
- 23. La huida
- 24. La verdad
- 25. La votación
- 26. Destino
- 27. Epílogo: El tratado

## Argumento
El libro comienza con el cumpleaños número dieciocho de Bella (13 de septiembre). En la fiesta que organizan los Cullen para ella, Bella se corta abriendo un regalo de Carlise y Esme. Jasper, el miembro más reciente de la familia, que ha estado alejado de la sangre humana menos tiempo que el resto de la familia, pierde el control al oler su sangre, pero Edward protege a Bella empujándola contra un mueble, y provocando así que ella se corte con unos cristales, Jasper intenta atacarla, los miembros de la familia Cullen, le intentan parar. Al final todo se calma.
Tres días más tarde, Edward le dice a Bella que no la ama y que nunca más la volverá a ver, que él y su familia se marchan de Forks. La decisión de Edward le rompe el corazón a Bella y la deja sumida en una profunda depresión. Durante cuatro meses Bella no encuentra consuelo alguno, pero un día tras ponerse en peligro imagina escuchar a Edward y tras eso decide comprar unas motos estropeadas para ponerse en riesgo y volver a ver a Edward. Para arreglar las motos le pide ayuda a su amigo Jacob Black, quien está enamorado de ella. Él le ayuda a salir de su depresión y se convierte en su «sol». Durante el transcurso de la novela, Bella descubre que Jacob es un licántropo (hombre lobo), enemigo natural de los vampiros. Bella, ve un día cómo los quileutes (los chicos de la Push y amigos de Jacob) practicaban salto del acantilado hacia el mar.
Mientras camina por el bosque, Bella se encuentra con Laurent, el vampiro que los ayudó anteriormente. Laurent (que se encontraba de caza), le dice que no puede evitar cazarla, pues se muere de gusto de solo olerla. Bella, guiada por el recuerdo de Edward, le dice que este vendrá a por él. Pero Laurent le dice que le estaría haciendo un favor, y que Victoria la mataría lentamente, pero que él sería muy rápido, entonces ella cierra los ojos, pero un licántropo aparece y mata a Laurent.
Bella corre hacia el acantilado y decide practicar el salto ella también y así poder oír a Edward. Queda atrapada en las corrientes marítimas, a punto de morir ahogada, pero es salvada por Jacob. Alice vio a Bella saltando del acantilado y pensó que se estaba suicidando, pero ella no pudo ver que Jacob la había rescatado, ya que en sus visiones no podía ver a los licántropos. Alice le cuenta a Rosalie lo que vio y decide marcharse a Forks para consolar a Charlie, el padre de Bella.
Al llegar se encuentra con que Bella está bien. Paralelamente Rosalie le cuenta a Edward que Bella había saltado del acantilado. Edward llama a casa de Bella y lo atiende Jacob, quien piensa que es Carlisle. Jacob responde que estaba organizando un funeral, refiriéndose al funeral de Harry, un amigo de la familia Swan. Edward malinterpreta la respuesta de Jacob, y decide ir a Italia a pedir a los Vulturis que lo maten. Los Vulturis se niegan, ya que quieren que Edward forme parte de su clan, pero el sigue empecinado con morir, por lo que busca la forma de provocarlos dejándose ver al sol.
Bella viaja a Italia con Alice y consigue detener a Edward justo a tiempo, pero los guardias de los Vulturi los encuentran y se los llevan dentro de su castillo. Los Vulturi advierten a Alice y Edward que deben transformar a Bella, porque esta sabe su secreto. Luego regresan a Forks, donde Edward le confiesa a Bella que nunca la ha dejado de amar. Ella le pide que la transforme en vampiro, pero el no acepta así que Bella somete a votación su mortalidad en la cual consigue que 5 de los 7 miembros de la familia Cullen la acepten como vampiro. Termina cuando Edward le pone como condición a Bella que él la transformará en vampiro, al cabo de tres años, si ella acepta casarse con él.

## Portada
La flor blanca representa pureza y que esté manchada de sangre simboliza el dolor, la pena y el vacío que siente Bella cuando Edward se va, al igual que el hecho de que la flor esté marchita, lo cual evidencia también la depresión en la que se vio sumida Bella al separarse de su amor.

## Adaptación cinematográfica
La adaptación cinematográfica de Luna nueva se estrenó el 20 de noviembre de 2009 en Estados Unidos, dos días antes el 18 de noviembre de 2009 en España, el 26 de noviembre de 2009 en Chile y Perú, el 19 de noviembre de 2009 en Argentina, el 27 de noviembre en Colombia y el 18 de noviembre en México. Es la secuela de Crepúsculo, basada en la novela homónima de Stephenie Meyer. Summit Entertainment dio luz verde a la secuela en noviembre de 2008, que fue dirigida por Chris Weitz, con guion de Melissa Rosenberg. Luna Nueva se convirtió en la película más taquillera de la historia en Estados Unidos en su primer día de proyección, llegando a superar los 26 millones de espectadores en la franja de medianoche del jueves 19.